# Rugăciunea unei fecioare

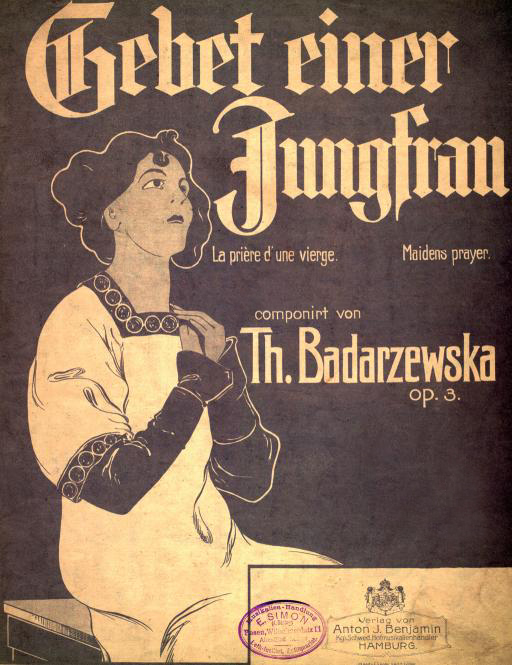
Coperta unei partituri în germană

Rugăciunea unei fecioare (titlul original: în poloneză „Modlitwa dziewicy” Op. 4, în franceză „La prière d'une vierge”) este o piesă a compozitoarei poloneze Tekla Bądarzewska (1834–1861), publicată în 1856 la Varșovia, și apoi ca supliment la Revue et gazette musicale de Paris în 1859. Este o piesă scurtă pentru pian de dificultate medie pentru pianiștii cu abilități de nivel mediu. Unora le-a plăcut pentru melodia sa fermecătoare și romantică.

## Adaptări

### În muzica country
Muzicianul american Bob Wills a auzit „Rugăciunea unei fecioare” cântat pe o lăută în timp ce era frizer în Roy, New Mexico, și a aranjat piesa în stilul swing western. Wills l-a înregistrat pentru prima dată ca instrumental în 1935 (Vocalion 03924, lansat în 1938), și a devenit rapid unul dintre melodiile sale de semnătură. Mai târziu, a devenit un standard înregistrat de mulți artiști country, inclusiv Buck Owens pe albumul său numărul unu din 1965, I've Got a Tiger By the Tail. Melodia este încă un standard în repertoriul formațiilor de swing western.

### În film și operă
În opera lui Kurt Weill „Aufstieg und Fall der Stadt Mahagonny“ (Înflorirea și prăbușirea orașului Mahagonny), partitura ei apare în primul act.
Melodia apare și în filmul italian din 1974 Doamne Dumnezeule, cât de jos am ajuns! (Mio Dio, come sono caduta in basso!), în regia lui Luigi Comencini, unde se poate vedea partitura în limba italiană La Preghiera d'una Vergine (interpretată la pian de Laura Antonelli).